# Australische Formel-4-Meisterschaft
Die australische Formel-4-Meisterschaft (offiziell CAMS Jayco Australian Formula 4 Championship) war eine Automobilrennserie nach dem FIA-Formel-4-Reglement in Australien. Die australische Formel-4-Meisterschaft wurde erstmals 2015 und letztmals 2019 ausgetragen.
Die australische Formel-4-Meisterschaft wurde von der Confederation of Australian Motor Sport (CAMS) veranstaltet.

## Geschichte
Nachdem die FIA 2013 die Einführung eines Formel-4-Reglements beschlossen hatte, beschloss die Confederation of Australian Motor Sport (CAMS) die Einführung einer australischen Formel-4-Meisterschaft für das Jahr 2015. Die Formel-4-Meisterschaft löste die nationale Formel-Ford-Meisterschaft ab. Alle Rennen der australischen Formel-4-Meisterschaft werden bei Rennveranstaltungen der V8 Supercars ausgetragen. Das Hauptsponsoring übernahm ab der ersten Saison das Wohnmobil-Unternehmen Jayco.
Noch während der Saison 2019 gab die Confederation of Australian Motor Sport bekannt, dass es im Folgejahr keine weitere Saison geben wird. Als Grund wurde die geringe Teilnehmeranzahl in der Serie genannt.

## Ablauf des Rennwochenendes
Das Rennwochenende umfasste zwei freie Trainings, ein Qualifying und drei Rennen.

## Technisches Reglement

### Chassis

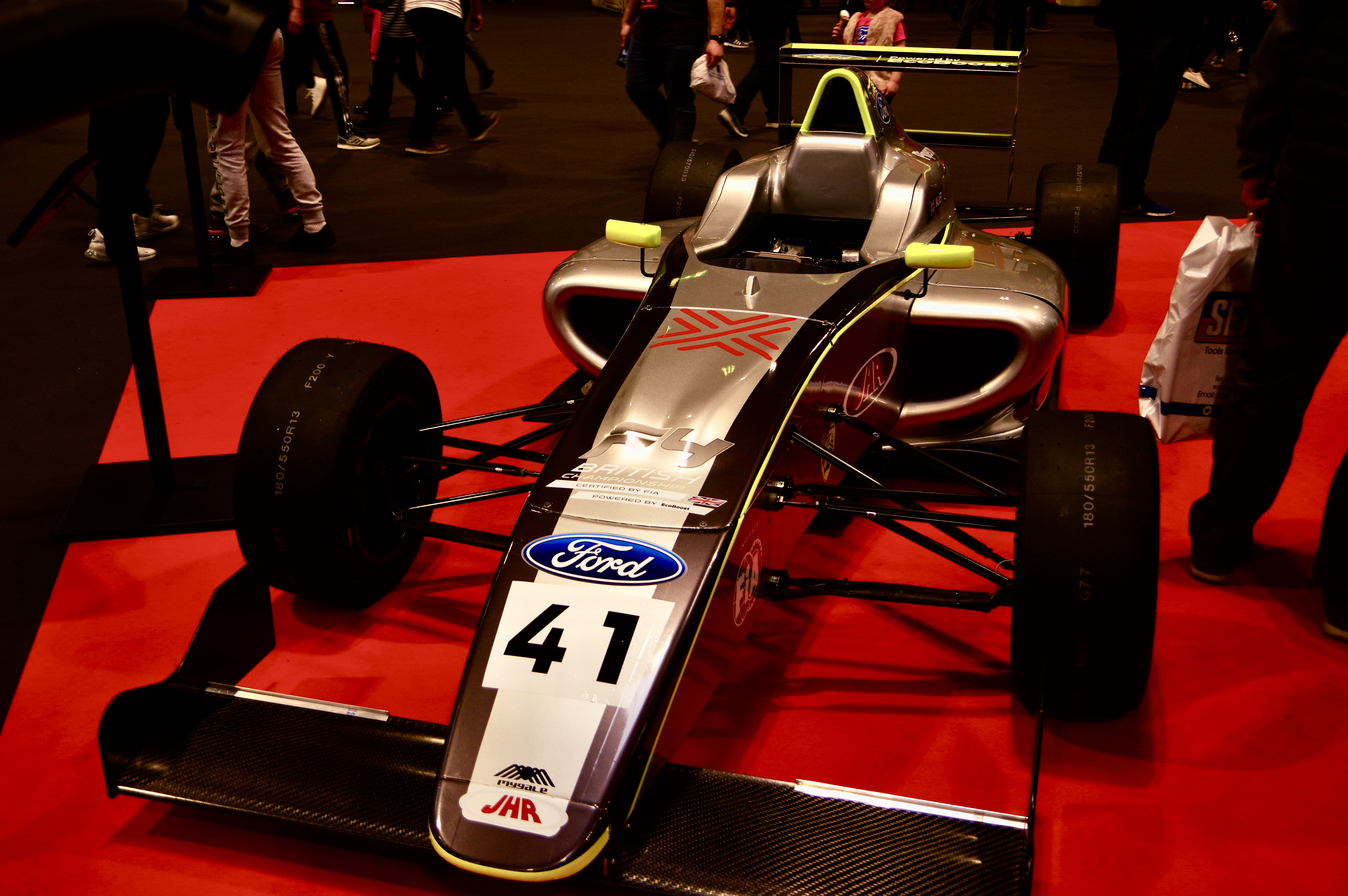
Ein Mygale-Chassis von 2020

In der australischen Formel-4-Meisterschaft wurde als Chassis das von der FIA homologierte Mygale M14-F4 aus Frankreich eingesetzt, ein Monocoque aus CFK. Als Aufhängung wurde vorn sowie hinten eine Doppelquerlenkerachse mit innenliegenden Federn und Stoßdämpfern, betätigt über Schubstangen, eingesetzt. Der Treibstofftank fasste 48 Liter.

### Motor und Getriebe
Als Motor wurde ein aufgeladenen 1,6-Liter EcoBoost-Turbomotor von Ford mit etwa 160 PS eingesetzt.

### Reifen
Als Bereifung kamen die Hankook F200-Slickreifen zum Einsatz, als Regenreifen wurden die Hankook Z206/7 verwendet.

## Besonderheiten
Der australische Formel-4-Meister erhielt eine Prämie in Höhe von 250.000 AU$. Der von Jayco gestiftete Preis trägt den Namen Road to the World. Der Meister erhielt zudem einen Formel-3-Test beim britischen Rennstall Carlin. Der Zweite und Dritte der Meisterschaft erhielt jeweils eine Testmöglichkeit in der Dunlop V8 Supercar Series. Für den besten Rookie stiftete das australische Unternehmen Burson Auto parts einen Preis in Höhe von 20.000 AU$, der dem Fahrer eine Teilnahme in der nächsten australischen Formel-4-Meisterschaft erleichtern soll.
Jedem Meister wurde eine Rückkehr in die australische Formel-4-Meisterschaft untersagt. Darüber hinaus durfte ein Fahrer maximal drei Jahre in der australischen Formel-4-Meisterschaft antreten sowie nur an zwei vollständigen Saisons teilnehmen.

## Fernsehübertragung
Alle Rennen wurden in Australien live im Fernsehen übertragen. Die Sender Channel 10 und Foxtel teilten sich die Übertragung.

## Bisherige Meister

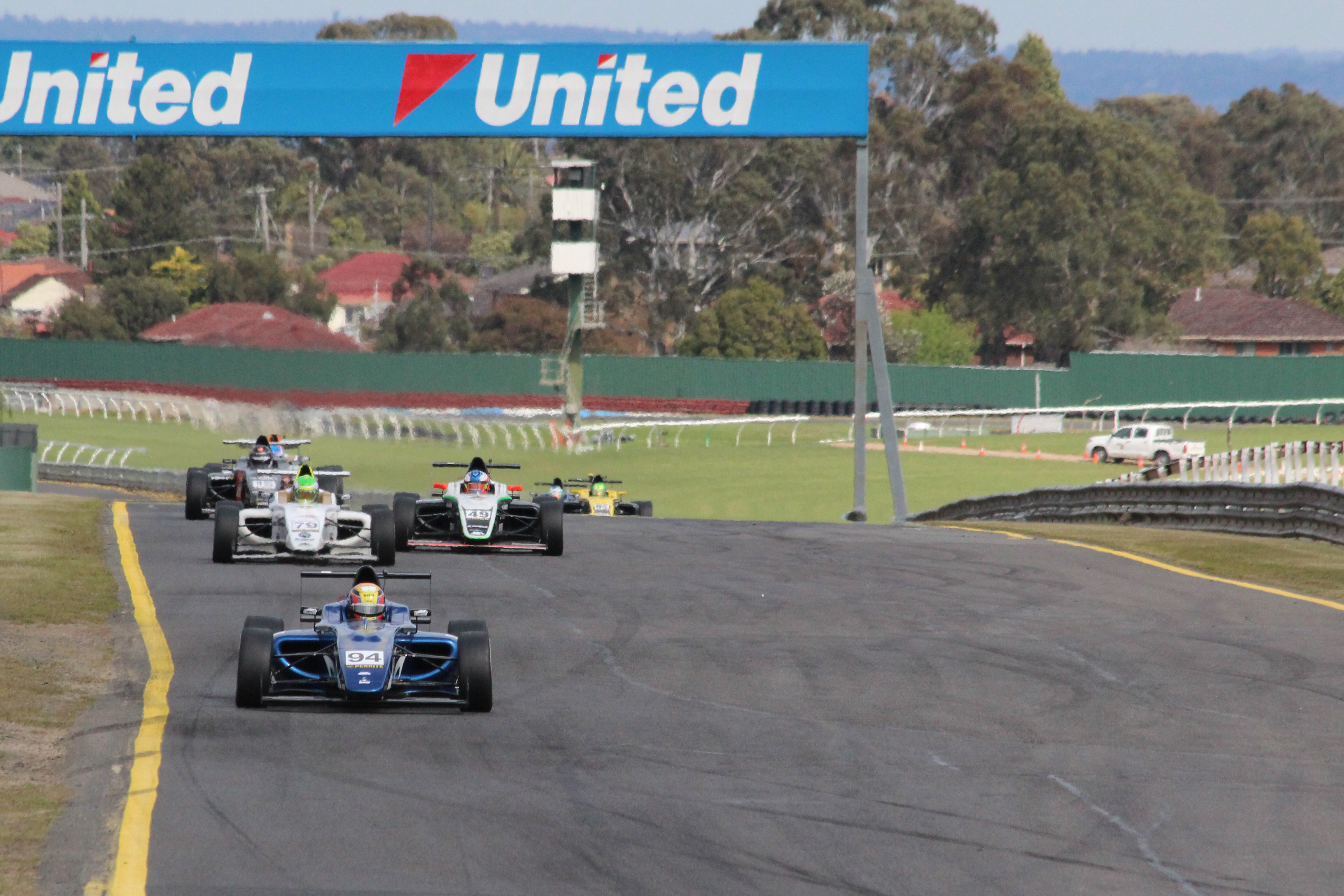
Rennszene vom zweiten Rennen in Melbourne der Saison 2015.

| Saison | Meister       | Punkte | Zweiter       | Punkte | Dritter         | Punkte | Quelle |
| ------ | ------------- | ------ | ------------- | ------ | --------------- | ------ | ------ |
| 2015   | Jordan Lloyd  | 441    | Thomas Randle | 387    | William Brown   | 216    | [ 7 ]  |
| 2016   | William Brown | 316    | Nick Rowe     | 271    | Jordan Love     | 246    | [ 8 ]  |
| 2017   | Nick Rowe     | 378    | Liam Lawson   | 294    | Cameron Shields | 276    | [ 9 ]  |
| 2018   | Jayden Ojeda  | 412    | Ryan Suhle    | 354    | Aaron Love      | 307    | [ 10 ] |
| 2019   | Luis Leeds    | 365    | Lochie Hughes | 266    | Ryan Suhlee     | 250    | [ 11 ] |